# ケル・ブルック
ケル・ブルック（Kell Brook 、1986年5月3日 - ）は、イギリスの元プロボクサー。シェフィールド出身。元IBF世界ウェルター級王者。

## 来歴
2004年9月17日、シェフィールドのドン・バレー・スタジアムでピーター・バークレーと対戦し、6回判定勝ちを収めデビュー戦を制した。
2008年6月14日、バリー・ジョーンズとBBBofC英国ウェルター級王座決定戦を行い、7回42秒TKO勝ちを収め王座獲得に成功した。
2008年11月14日、ケビン・マクインティレーと対戦し、初回2分TKO勝ちを収めBBBofC英国王座の初防衛に成功した。
2009年1月30日、スチュアート・エルウェルと対戦し、2回1分29秒TKO勝ちを収めBBBofC英国王座の2度目の防衛に成功した。
2009年7月18日、マンチェスターのマンチェスター・イブニング・ニュース・アリーナでマイケル・ロマックスと対戦し、3回2分41秒TKO勝ちを収めBBBofC英国王座の3度目の防衛に成功した。
2010年3月12日、リバプールのエコー・アリーナ・リバプールでWBOインターコンチネンタルウェルター級王者クリストフ・ビエニアスと対戦し、6回2分46秒TKO勝ちを収め王座獲得に成功した。
2010年9月18日、マイケル・ジェニングスと対戦し、5回47秒TKO勝ちを収めWBOインターコンチネンタル王座は初防衛、BBBofC英国王座は4度目の防衛に成功した。
2010年12月11日、フィリップ・コーティと対戦し、2回39秒TKO勝ちを収めWBOインターコンチネンタル王座2度目の防衛に成功した。
2011年4月8日、フランク・ウォーレンのクィーンズ・ベリー・プロモーションズから離脱し、エディー・ハーンのマッチルーム・スポーツと契約した。
2011年6月25日、元IBF世界スーパーライト級王者のラブモア・ヌドゥとWBAインターコンチネンタルウェルター級王座決定戦を行い、12回3-0(2者が119-110、118-111)の判定勝ちを収め王座獲得に成功した。
2011年10月8日、ラファエル・ヤキヴィッチと対戦し、6回2分36秒TKO勝ちを収めWBAインターコンチネンタル王座の初防衛に成功した。
2012年3月17日、IBFインターナショナルウェルター級王者のマシュー・ハットンと対戦し、12回3-0（118-109、119-108、119-107）の判定勝ちを収めWBAインターコンチネンタル王座の2度目の防衛、IBFインターナショナル王座獲得に成功した。
2012年7月7日、シェフィールドのモーター・ポイント・アリーナ・シェフィールドでカーソン・ジョーンズと対戦し、12回2-0（114-114、116-113、115-113）の判定勝ちを収めIBFインターナショナル王座の初防衛に成功した。
2013年7月13日、キングストン・アポン・ハルのクレイヴン・パークでカーソン・ジョーンズとウェルター級契約10回戦を行い、8回1分7秒TKO勝ちを収め1年ぶりの再戦を制した。
2013年1月29日、デボン・アレクサンダーと対戦予定だったがブルックが足首を負傷し試合が同年2月23日に延期されたのだが、しかし今度はアレクサンダーが上腕二頭筋を負傷し2度目の延期となった。お互いの負傷による延期が続き同年5月18日に試合が行われることが内定していたがまたしてもブルックが足を負傷し、結局試合自体が流れる事となった。
2013年10月26日、シェフィールドのモーター・ポイント・アリーナ・シェフィールドで元WBA世界ウェルター級王者のビチェスラフ・センチェンコと対戦し、4回2分57秒TKO勝ちを収めIBF世界ウェルター級王者のデボン・アレクサンダーへの指名挑戦権獲得に成功した。
2014年8月16日、カリフォルニア州カーソンのスタブハブ・センターでIBF世界ウェルター級王者のショーン・ポーターと対戦し、12回2-0（114-114、117-111、116-112）の判定勝ちを収め王座獲得に成功した。なおイギリスのボクサーがアメリカのリングでアメリカの世界王者からベルトを奪取したのはロイド・ハニガンがWBA・WBC・IBF世界ウェルター級統一王者のドナルド・カリーを破って以来29年ぶりの快挙だった。
2014年12月16日、シェフィールドで初防衛戦を行う予定だったが、休暇先のテネリフェ島で暴漢に鉈で切りつけられ足を32針縫う大怪我を負ったため延期になった。
2015年3月28日、シェフィールドのモーター・ポイント・アリーナ・シェフィールドでIBF世界ウェルター級2位のジョジョ・ダンと対戦し、ダンが4回終了時に棄権した為初防衛に成功した。
2015年5月30日、ロンドンにあるO2アリーナでIBF世界ウェルター級4位のフランキー・ギャビンと対戦し、6回2分51秒TKO勝ちを収め2度目の防衛に成功した。
2015年10月24日、シェフィールドのシェフィールド・アリーナで元WBA世界ウェルター級暫定王者でIBF世界ウェルター級4位のディエゴ・ガブリエル・チャベスと対戦し、3度目の防衛を目指す予定だったが、同月15日のスパーリング中にブルックが肋骨を負傷した為、試合は中止となった。
2016年3月26日、シェフィールドのシェフィールド・アリーナでIBF世界ウェルター級1位のケビン・ビジェールと対戦し、2回2分15秒TKO勝ちを収め3度目の防衛に成功した。
2016年7月5日、IBF世界ウェルター級王者のケル・ブルックとWBO世界ウェルター級王者のジェシー・バルガスの間で王座統一戦を行うとマッチルーム・スポーツが発表した。
2016年7月8日、WBAスーパー・WBC・IBF世界ミドル級王者のゲンナジー・ゴロフキンからの対戦要請にブルックが即断しゴロフキンとブルックが対戦することが決定した。
2016年9月7日、WBAが1度もミドル級で試合をしたことがないブルックの安全と健康を守ることを理由にゴロフキン対ブルック戦をタイトルマッチとして承認しないと発表。ゴロフキン対ブルック戦はWBAスーパー王座が懸けられずWBC王座並びにIBF王座のみが懸けられることが決定した。
2016年9月10日、ロンドンのO2アリーナでWBAスーパー・WBC・IBF世界ミドル級王者のゲンナジー・ゴロフキンと対戦し、5回1分52秒ブルック陣営からのタオル投入によるTKO負けを喫しWBC王座、IBF王座並びにIBO王座の獲得に失敗、WBAから世界王座戦として承認されずWBAスーパー王座が懸けられずに行われた試合で2階級制覇に失敗した。ブルックは右目の眼窩骨折の重傷を負って手術を受けた。ブルックは引退後にこの試合を振り返り、ゴロフキンとの試合で肉体的にも精神的にもダメージを受け、この試合の前と後では自分はファイターとして変わってしまったと語っている。また眼窩骨折を負い医者から強打をもう一発もらっていたら失明していたかもしれないと言われたことで、この試合以降恐怖心を感じるようになってしまったと語っている。
2017年5月27日、シェフィールドのブラモールレーンでIBF世界ウェルター級1位のエロール・スペンス・ジュニアと対戦し、11回1分42秒KO負けを喫し4度目の防衛に失敗、王座から陥落した。ブルックは左目の眼窩骨折を負って手術を受けた。
2018年3月3日、シェフィールドのFlyDSAアリーナでセルゲイ・ラブチェンコとWBC世界スーパーウェルター級シルバー王座決定戦を行い、2回KO勝ちを収め王座獲得に成功、スーパーウェルター級転向戦を白星で飾ると共に再起した。
2018年7月28日、ブランドン・クックと対戦が決まっていたがブルックが足首を負傷して試合が中止になった。
2018年12月8日、シェフィールドのFlyDSAアリーナでマイケル・ゼラファとWBA世界スーパーウェルター級挑戦者決定戦を行い、12回3-0 (118-110、119-109、117-111) の判定勝ちを収めジャレット・ハードへの挑戦権を獲得した。
2020年2月8日、シェフィールドのFlyDSAアリーナでマーク・デルーカとWBOインターコンチネンタルスーパーウェルター級王座決定戦を行い、7回1分15秒KO勝ちを収め王座獲得に成功、1年2ヵ月ぶりとなる復帰戦を制した。
2020年11月14日、ラスベガスのMGMグランド内 ザ・バブルでWBO世界ウェルター級王者テレンス・クロフォードと対戦し、4回1分14秒TKO負けを喫しIBFに続くウェルター級2冠に失敗した。
2022年2月19日、マンチェスター・アリーナでアミール・カーンと149ポンド契約のノンタイトル12回戦で対戦し、6回TKO勝ちを収めた。
2022年5月7日、現役引退を発表した。
2023年2月、ブルックが自宅でガラスのテーブルから麻薬と思われる白い粉を巻紙を使って鼻から吸引する動画が流出、ブルックは謝罪するとともにメンタルヘルスの問題を抱えており助けが必要だと訴えた。

## 戦績
- プロボクシング：43戦 40勝 (28KO) 3敗

| 戦           | 日付           | 勝敗 | 時間     | 内容    | 対戦相手                           | 国籍           | 備考                                                                           |
| ------------ | -------------- | ---- | -------- | ------- | ---------------------------------- | -------------- | ------------------------------------------------------------------------------ |
| 1            | 2004年9月17日  | ☆    | 6R       | 判定3-0 | ピーター・バックリー               | イギリス       | プロデビュー戦                                                                 |
| 2            | 2004年10月29日 | ☆    | 1R 1:01  | TKO     | アンディ・コスネット               | イギリス       |                                                                                |
| 3            | 2004年11月9日  | ☆    | 2R 0:35  | TKO     | リーロイ・ウィリアムソン           | イギリス       |                                                                                |
| 4            | 2004年12月10日 | ☆    | 1R 1:08  | TKO     | ブライアン・コールマン             | イギリス       |                                                                                |
| 5            | 2004年12月19日 | ☆    | 6R       | 判定3-0 | カール・テイラー                   | イギリス       |                                                                                |
| 6            | 2005年3月4日   | ☆    | 6R       | 判定3-0 | リー・ハンドリー                   | イギリス       |                                                                                |
| 7            | 2005年5月15日  | ☆    | 6R       | 判定3-0 | アーニー・スミス                   | イギリス       |                                                                                |
| 8            | 2005年7月9日   | ☆    | 2R 2:26  | TKO     | ジョナサン・ホワイトマン           | イギリス       |                                                                                |
| 9            | 2005年9月10日  | ☆    | 4R       | 判定3-0 | アーニー・スミス                   | イギリス       |                                                                                |
| 10           | 2006年4月29日  | ☆    | 6R       | 判定3-0 | アーニー・スミス                   | イギリス       |                                                                                |
| 11           | 2006年6月1日   | ☆    | 3R 1:52  | TKO     | ゲライント・ハーベイ               | イギリス       |                                                                                |
| 12           | 2006年10月14日 | ☆    | 3R 0:45  | TKO     | ダンカン・コティエー               | イギリス       |                                                                                |
| 13           | 2006年12月9日  | ☆    | 1R 2:30  | TKO     | デビッド・カーク                   | イギリス       |                                                                                |
| 14           | 2007年4月7日   | ☆    | 3R 2:58  | TKO     | ダウィッド・コワルスキー           | ポーランド     |                                                                                |
| 15           | 2007年10月6日  | ☆    | 6R       | 判定3-0 | アレクセイ・ストダ                 | エストニア     |                                                                                |
| 16           | 2008年3月22日  | ☆    | 3R 終了  | TKO     | ダレン・ゲシン                     | イギリス       |                                                                                |
| 17           | 2008年6月14日  | ☆    | 7R 0:42  | TKO     | バリー・ジョーンズ                 | イギリス       | BBBofC英国ウェルター級王座決定戦                                               |
| 18           | 2008年11月14日 | ☆    | 1R 2:00  | TKO     | ケビン・マッキンタイア             | イギリス       | BBBofC英国防衛1                                                                |
| 19           | 2009年1月30日  | ☆    | 2R 1:29  | TKO     | スチュアート・エルウェル           | イギリス       | BBBofC英国防衛2                                                                |
| 20           | 2009年7月18日  | ☆    | 3R 2:41  | TKO     | マイケル・ロマックス               | イギリス       | BBBofC英国防衛3                                                                |
| 21           | 2010年3月12日  | ☆    | 6R 2:46  | TKO     | クリストフ・ビエニアス             | ポーランド     | WBOインターコンチネンタルウェルター級タイトルマッチ                            |
| 22           | 2010年9月18日  | ☆    | 5R 0:47  | TKO     | マイケル・ジェニングス             | イギリス       | WBOインターコンチネンタル防衛1・BBBofC英国防衛4                                |
| 23           | 2010年12月11日 | ☆    | 2R 0:39  | TKO     | フィリップ・コーティ               | ガーナ         | WBOインターコンチネンタル防衛2                                                 |
| 24           | 2011年6月25日  | ☆    | 12R      | 判定3-0 | ラブモア・ヌドゥ                   | オーストラリア | WBAインターコンチネンタルウェルター級王座決定戦                                |
| 25           | 2011年10月8日  | ☆    | 6R 2:36  | TKO     | ラファル・ジャッキウィズ           | ポーランド     | WBAインターコンチネンタル防衛1                                                 |
| 26           | 2011年12月17日 | ☆    | 5R 1:38  | TKO     | ルイス・ガラルサ                   | プエルトリコ   | IBFインターナショナルウェルター級タイトルマッチ WBAインターコンチネンタル防衛2 |
| 27           | 2012年3月17日  | ☆    | 12R      | 判定3-0 | マシュー・ハットン                 | イギリス       | IBF世界ウェルター級挑戦者決定戦 IBFインターナショナル防衛1                     |
| 28           | 2012年7月7日   | ☆    | 12R      | 判定2-0 | カーソン・ジョーンズ               | アメリカ合衆国 |                                                                                |
| 29           | 2012年10月20日 | ☆    | 3R 0:28  | TKO     | エクトール・デビッド・サルディビア | アルゼンチン   |                                                                                |
| 30           | 2013年7月13日  | ☆    | 8R 1:07  | TKO     | カーソン・ジョーンズ               | アメリカ合衆国 |                                                                                |
| 31           | 2013年10月26日 | ☆    | 4R 2:57  | TKO     | ビチェスラフ・センチェンコ         | ウクライナ     |                                                                                |
| 32           | 2014年3月15日  | ☆    | 8R 1:35  | TKO     | アルバロ・ロブレス                 | メキシコ       |                                                                                |
| 33           | 2014年8月16日  | ☆    | 12R      | 判定2-0 | ショーン・ポーター                 | アメリカ合衆国 | IBF世界ウェルター級タイトルマッチ                                              |
| 34           | 2015年3月28日  | ☆    | 4R 終了  | TKO     | イヌオット・ダン・イオン           | ルーマニア     | IBF防衛1                                                                       |
| 35           | 2015年5月30日  | ☆    | 6R 2:51  | TKO     | フランキー・ギャビン               | イギリス       | IBF防衛2                                                                       |
| 36           | 2016年3月26日  | ☆    | 2R 2:15  | TKO     | ケビン・ビジアー                   | カナダ         | IBF防衛3                                                                       |
| 37           | 2016年9月10日  | ★    | 5R 1:57  | TKO     | ゲンナジー・ゴロフキン             | カザフスタン   | WBC・IBF世界ミドル級タイトルマッチ                                             |
| 38           | 2017年5月27日  | ★    | 11R 1:47 | KO      | エロール・スペンス・ジュニア       | アメリカ合衆国 | IBF世界ウェルター級タイトルマッチ                                              |
| 39           | 2018年3月3日   | ☆    | 2R 1:27  | KO      | セルジイ・ラブチェンコ             | ベラルーシ     | WBC世界スーパーウェルター級シルバー王座決定戦                                  |
| 40           | 2018年12月8日  | ☆    | 12R      | 判定3-0 | マイケル・ゼラファ                 | オーストラリア | WBA世界スーパーウェルター級挑戦者決定戦                                        |
| 41           | 2020年2月8日   | ☆    | 7R 1:15  | KO      | マーク・デルーカ                   | アメリカ合衆国 | WBOインターコンチネンタルウェルター級王座決定戦                                |
| 42           | 2020年11月14日 | ★    | 4R 1:14  | TKO     | テレンス・クロフォード             | アメリカ合衆国 | WBO世界ウェルター級タイトルマッチ                                              |
| 43           | 2022年2月19日  | ☆    | 6R 0:51  | TKO     | アミール・カーン                   | イギリス       |                                                                                |
| テンプレート |                |      |          |         |                                    |                |                                                                                |

## 獲得タイトル
- BBBofC英国ウェルター級王座
- WBOインターコンチネンタルウェルター級王座
- WBAインターコンチネンタルウェルター級王座
- IBFインターナショナルウェルター級王座
- IBF世界ウェルター級王座（防衛3）
- WBC世界スーパーウェルター級シルバー王座
- WBOインターコンチネンタルスーパーウェルター級王座